# Кандо (річка)
Кандо — (італ. Cando) річка у східній частині Сан-Марино. Починається на схід від гори Сан-Христофоро, тече в північно-східному напрямку і впадає в річку Марано, поблизу міста Фаетано.
Поблизу Кандо відбулася битва при Монте-Пуліто.
| Сан-Марино | Це незавершена стаття з географії Сан-Марино. Ви можете допомогти проєкту, виправивши або дописавши її. |